# 1839 w polityce

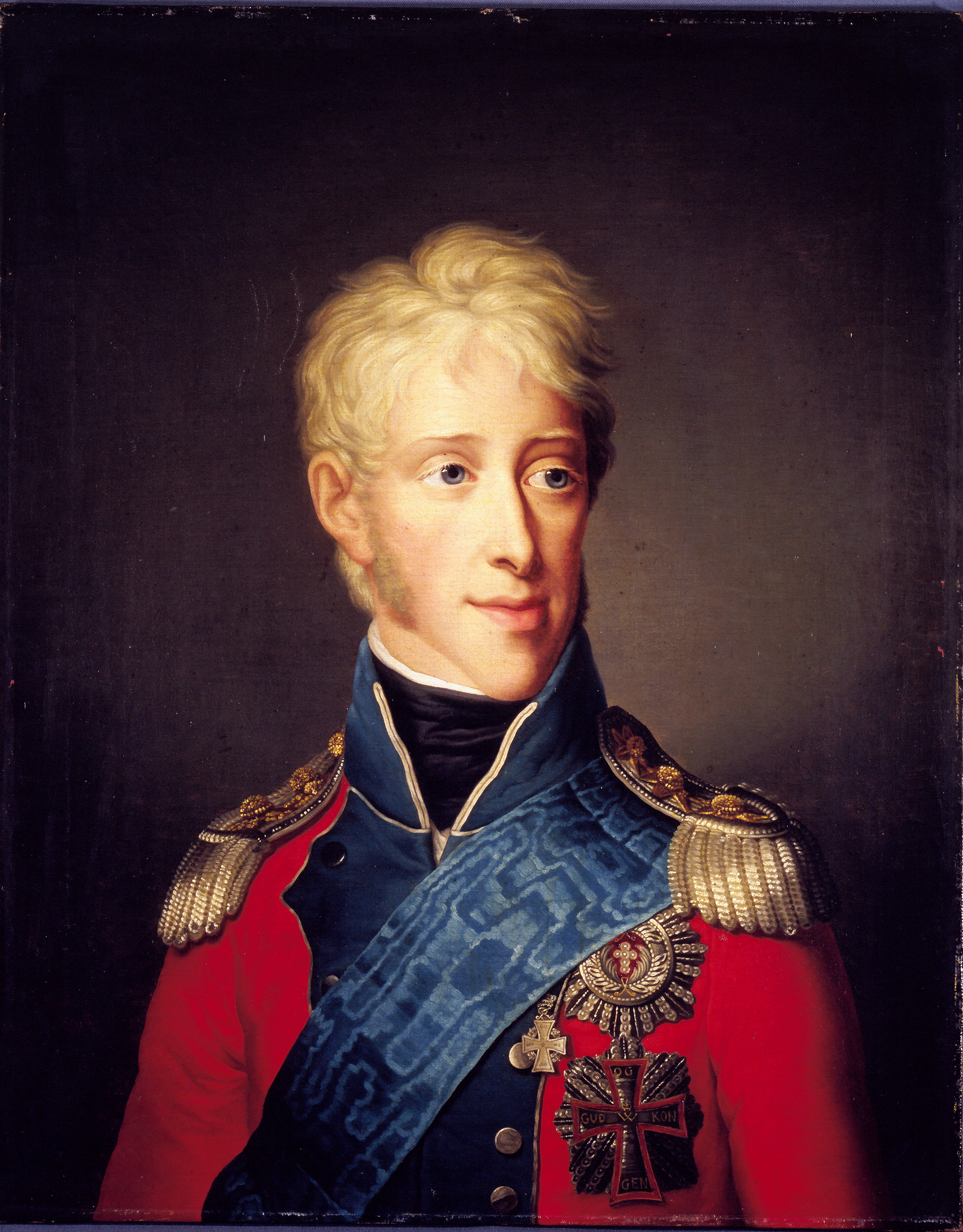
Fryderyk VI Oldenburg, król Danii

Wydarzenia polityczne w 1839 roku.

## Wydarzenia
- Chrystian VIII Oldenburg został królem Danii[1].

## Urodzili się
- John D. Rockefeller, amerykański przedsiębiorca[2].

## Zmarli
- 31 stycznia Emil Korytko, powstaniec listopadowy, działacz słoweńskiego odrodzenia narodowego[3].
- 3 grudnia Fryderyk VI Oldenburg, król Danii[4].